# Usonia

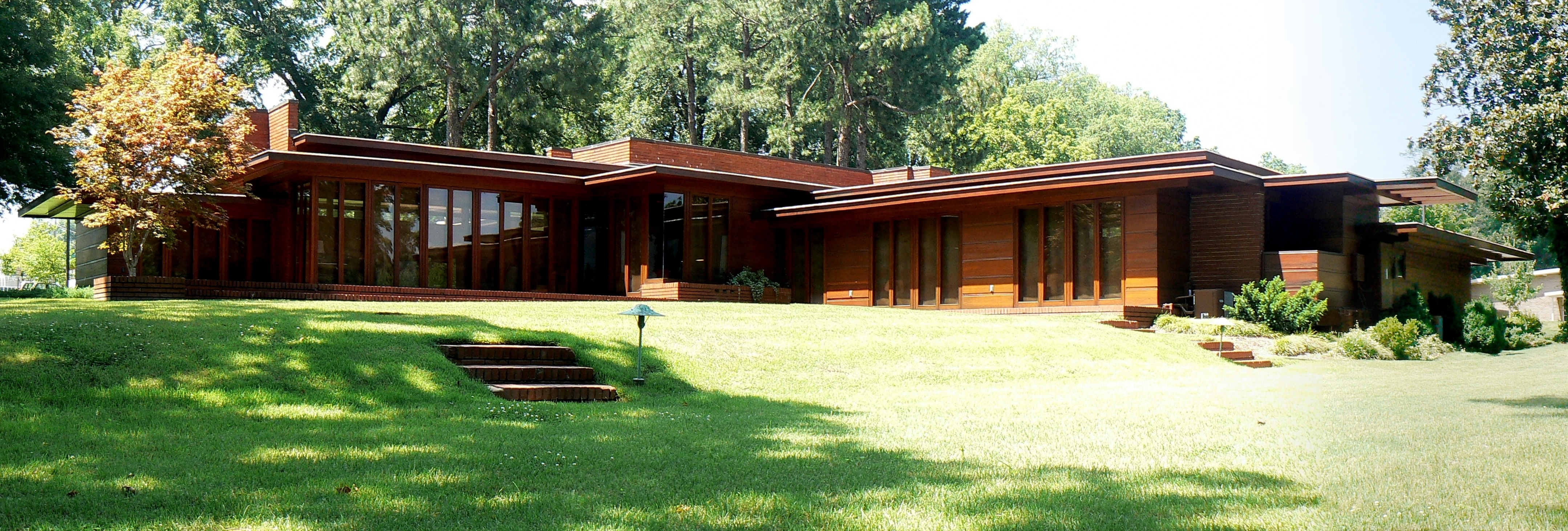
Exteriorul Casei Rosenbaum, unul dintre cele mai bune exemple ale ilustrării conceptului Usonia a lui Wright.

Usonia, sau usonian, ca un cuvânt alternativ, (pronunțat [juˈsoʊniə(n)]) este un termen complex foarte adesea folosit de architectul american Frank Lloyd Wright pentru a desemna viziunea sa referitoare la peisajul Statelor Unite, incluzând planificarea orașelor și arhitectura organică, al cărui creator și promotor a fost.  Wright a propus utilizarea adjectivului usonian în locul aceluia de american pentru a descrie caracterul particular al peisajului Lumii Noi, distinct față de cel al celorlalte continente și, mai ales, liber de orice fel de convenții sau constrângeri arhitecturale. 
Deși mult mai rar utilizat în sensul de "cetățean al Statelor Unite ale Americii", totuși cuvântul usonian (folosit și ca substantiv, dar și ca adjectiveste probabil mult mai comun decât alte alternative (vezi și cuvinte alternative pentru "american").  Romancierul american  John Dos Passos l-a utilizat consecvent în a sa faimoasă U.S.A. Trilogy.

## Casele usoniene

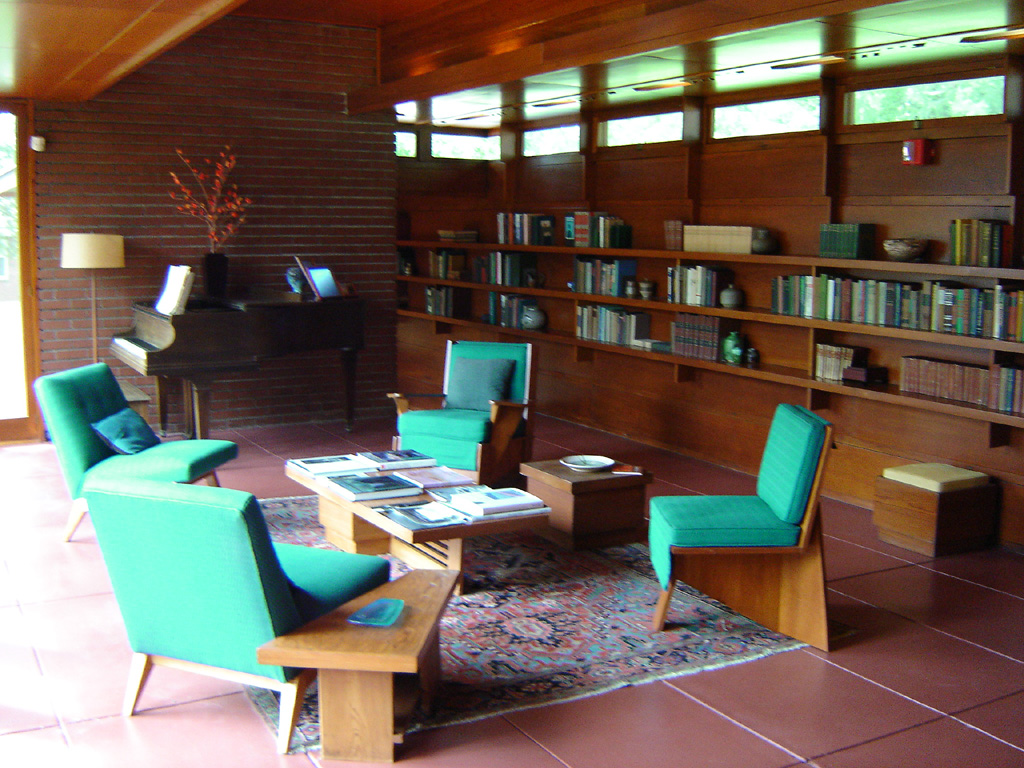
Interiorul aceleiaşi Case Rosembaum

Usonian este un adjectiv folosit pentru a desemna un grup de aproximativ 50 (100, după alte surse) de case designate Frank Lloyd Wright pentru familii americane cu venit mediu, începând cu anul 1936, realizate în colaborare cu Jacobs House . 
Casele usoniene (The "Usonian Homes") erau tipic mici, cu un singur nivel, fără garaj, sau prea mult spațiu de stocare.  Erau, de obicei, realizate în forma literei L pentru a se potrivi în jurul unei grădini terasate construite pe loturi de pământ ieftine, care aveau forme ciudate. 
Casele erau realizate în spiritul conceptului arhitectural predominant la Wright și arhitecturii sale organice.  Astfel, folosirea armonioasă a spațiului aflat la dispoziție, un design care să se integreze în peisajul locului, utilizarea de materiale locale, acoperișuri plate, mari zone de aerisire, sprijinite pe structura de rezistență a casei, care să asigure ventilarea naturală (îmbunătățind astfel randamentul răcirii dar și al încălzirii casei), iluminarea naturală maximă și încălzirea din podea erau elementele omniprezente în casele usoniene.  Mașinile nu erau parcate în vreun garaj, ci sub o structură foarte simplă, fără pereți dar cu un acoperiș. 
Diferite variante ale designului caselor de tipul Jacobs House sunt încă în uz și nu par deloc desuete.  

### Case usoniene notabile
- Arthur Pieper residence, Paradise Valley, Arizona;
- Jacobs House, Madison, Wisconsin;
- Rosenbaum House, Florence, Alabama;
- Pope-Leighey House, Alexandria, Virginia;
- Weltzheimer/Johnson House, Oberlin, Ohio;
- Dorothy H. Turkel House, Detroit, Michigan.

## Originea cuvântului
Cuvântul usonian nu are proveniențe foarte sigure.  În cazul lui Wright, cea mai timpurie folosință a fost în 1927, conform citatului: 
"De ce acest termen [pentru] America a devenit reprezentativ ca nume al acestor State Unite, acasă și în lume, este o amintire.  Samuel Butler ne-a înzestrat cu un nume bun.  Ne-a chemat pe noi Usonieni, iar Națiunea noastră combinată de state, Usonia." conform citatului originar,
But why this term "America" has become representative as the name of these United States at home and abroad is past recall. Samuel Butler fitted us with a good name. He called us Usonians, and our Nation of combined States, Usonia.
(Frank Lloyd Wright on Architecture: Selected Writings 1894-1940, p. 100.)
Oricum, nimeni nu a fost capabil să găsească referirea lui Butler. John Sergeant scria, "S-a sugerat că Wright ar fi cules numele în decursul primei sale călătoii europene în 1910, când existat opinii de a numi S.U.A. (U.S.A.) U-S-O-N-A pentru a evita orice confuzie (pe care azi am fi numit-o dezambiguizare) cu nou creata Uniune Sud - Africană.  (USONA, ar fi reprezentat un acronim logic pentru United States of North America. 
În același timp se observă că Usonia, ca denominalizare a Statelor Unite ale Americii este consonantă cu denumirea țării în esperanto, Usono, cuvânt din a cărui rădăcină, Uson -, se poate obține adjectivul usona (scris, de data asta cu literă mică u).  Creatorul limbii esperanto, L. L. Zamenhof, a utilizat public prima dată acest nume pentru denumirea Statelor Unite în cuvântarea sa la Congresul mondial de esperanto, care a avut loc în 1910  în Washington, D.C..  În același an, Wright era în Europa.  Oricum, dicționarul esperanto online, Reta Vortaro, al Universității din Leipzig  atribuie cuvântul lui Wright.